# Verena Sailer
Verena Sailer (Illertissen, 1985. október 16. –) német atlétanő.
Hazája négyszer százas váltójával bronzérmet szerzett a 2009-es berlini világbajnokságon. A döntőben Marion Wagner, Anne Möllinger és Cathleen Tschirch társaként futott.

## Egyéni legjobbjai
Szabadtér
- 100 méter síkfutás - 11,10

Fedett
- 60 méter síkfutás - 7,17